# Zebrias captivus
Zebrias captivus és un peix teleosti de la família dels soleids i de l'ordre dels pleuronectiformes que es troba a les costes del Golf Pèrsic i a Bahrain.